# Ñorquinco
Ñorquinco är en kommunhuvudort i Argentina.   Den ligger i provinsen Río Negro, i den sydvästra delen av landet, 1 400 km sydväst om huvudstaden Buenos Aires. Ñorquinco ligger 876 meter över havet och antalet invånare är 444.
Terrängen runt Ñorquinco är huvudsakligen kuperad, men norrut är den platt. Ñorquinco ligger nere i en dal. Trakten runt Ñorquinco är nära nog obefolkad, med mindre än två invånare per kvadratkilometer..
Omgivningarna runt Ñorquinco är i huvudsak ett öppet busklandskap.